# Chris Minh Doky

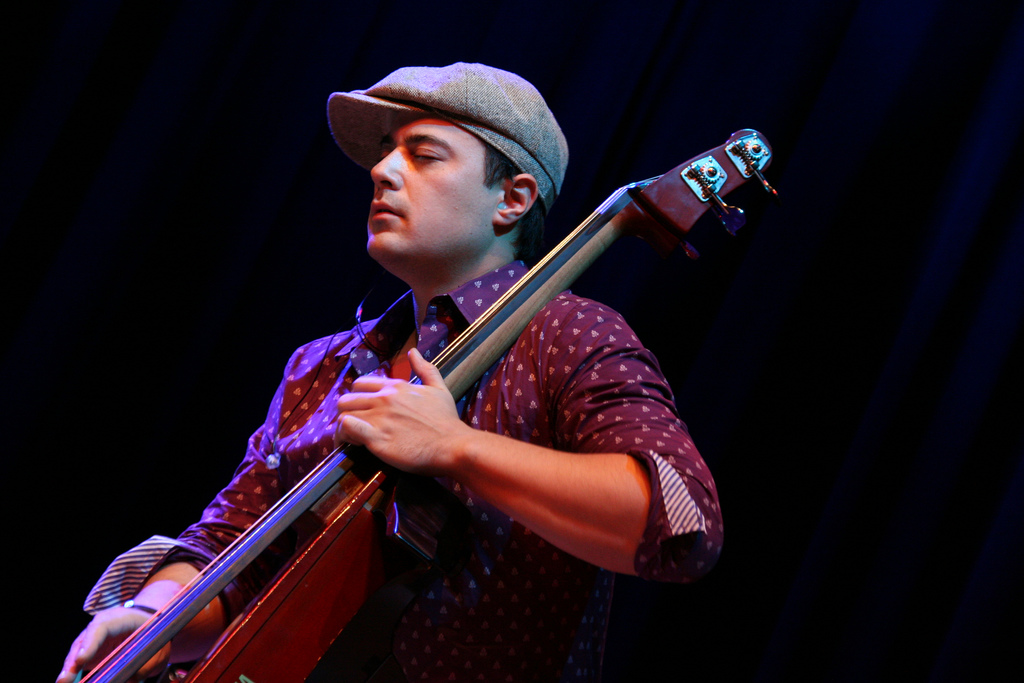
Chris Minh Doky in Dudelange, 2008

Chris Minh Doky (Kopenhagen, 7 februari 1969) is een Deense jazz-bassist.
Doky, de zoon van een Deense popzangeres en Vietnamese arts en gitarist en broer van jazzpianist Niels Lan Doky, begon al op zesjarige leeftijd piano te spelen. Toen hij 15 was ontdekte hij de elektrische bas, twee jaar later stapte hij over op de contrabas. Hij studeerde aan het conservatorium en ging in 1989 naar New York, waar hij met onder meer Joey Calderazzo, Curtis Stigers en Larry Goldings optrad en bassist werd van Mike Stern. Daarnaast werkte hij bijvoorbeeld met Trilok Gurtu, Randy Brecker, David Sylvian, David Sanborn en de saxofonist Bill Evans. Hij maakte drie albums voor Storyville Records, tegenwoordig staat hij onder contract bij Blue Note Records. Doky heeft een band met zijn broer, de Doky Brothers, en leidt de groep Chris Minh Doky & the Nomads.

## Discografie (selectie)
- Appreciation, Storyville, 1989
- The Sequel, Storyville, 1990
- Letters, Storyville, 1992
- Minh, Parlophone, 1998
- Cinematique, Blue Note, 2003
- Nomad Diaries, EMI, 2006

## DVD (selectie)
- Every Breath You Take, 1998
- If I Run, 2007